# Ed Droste
Ed Droste, född Edward Droste 22 oktober 1978 i Massachusetts, är en amerikansk musiker och sångare i Grizzly Bear. Han är öppet homosexuell.

## Artistsamarbeten
- April 2007 - Ed sjöng på låten "To a Fault" på Dntels fjärde album, Dumb Luck.
- September 2007 - Ed sjöng med Beirut när de spelade in videon till "Cliquot".
- Mars 2008 - Ed gjorde en cover med Owen Pallett av Björks låt "Possibly Maybe".